# Snöbräcka
Snöbräcka (Saxifraga rivularis) är en växtart i familjen stenbräckeväxter.